# 플로브디프주

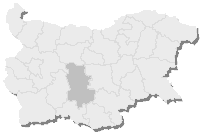
플로브디프 주의 위치

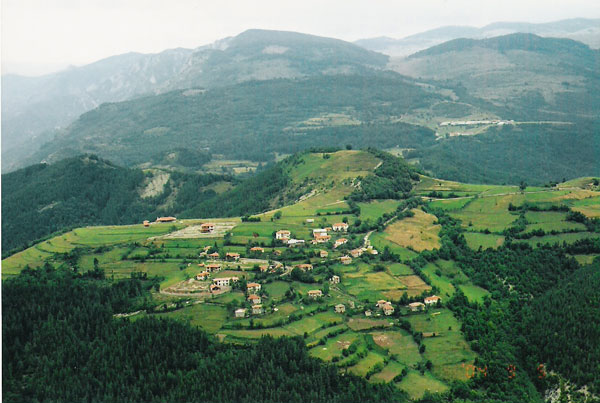
플로브디프 주 남부에 있는 브라타 마을 인근에서 내려다 본 로도피 산맥

플로브디프주(불가리아어: Област Пловдив)는 불가리아 중남부에 위치한 주로, 주도는 플로브디프이며 면적은 5,973km2, 인구는 755,570명, 인구 밀도는 118명/km2, 자동차 번호는 PB이다.
북쪽으로는 로베치 주, 북동쪽으로는 가브로보 주, 동쪽으로는 스타라자고라 주, 남동쪽으로는 하스코보 주와 커르잘리 주, 남쪽과 남서쪽으로는 스몰랸 주, 서쪽으로는 파자르지크 주, 북서쪽으로는 소피아 주와 접하며 18개 시를 관할한다.

## 인구
| 연도                      | 인구    | ±%     |
| ------------------------- | ------- | ------ |
| 1946                      | 515,887 | —      |
| 1956                      | 564,910 | +9.5%  |
| 1965                      | 647,653 | +14.6% |
| 1975                      | 725,452 | +12.0% |
| 1985                      | 760,076 | +4.8%  |
| 1992                      | 739,694 | −2.7%  |
| 2001                      | 715,816 | −3.2%  |
| 2011                      | 683,027 | −4.6%  |
| 2021                      | 634,497 | −7.1%  |
| 출처: pop-stat.mashke.org |         |        |